# Thermes d'Aulus-les-Bains

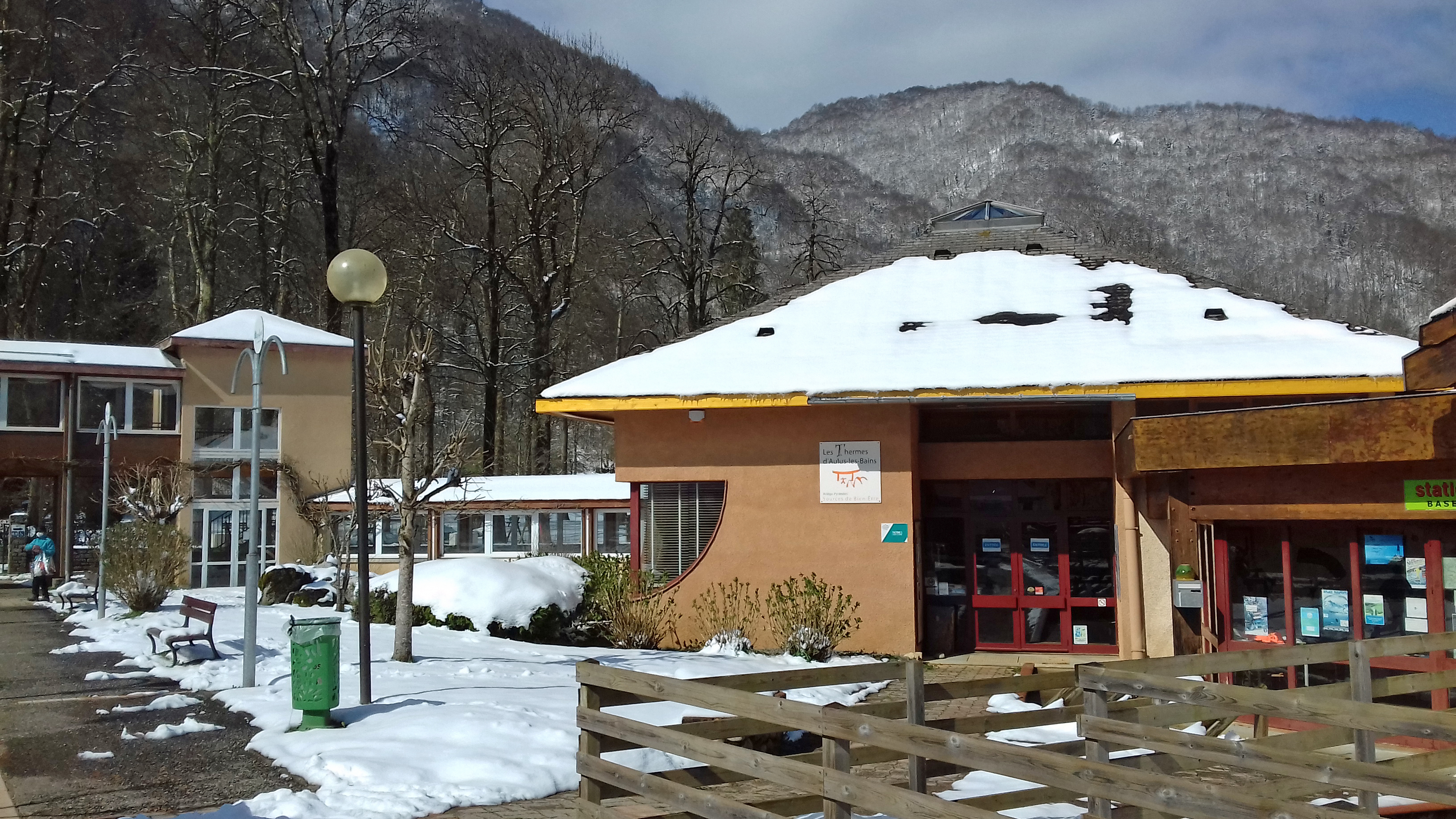
Entrée principale de l'établissement thermal.

Les thermes d'Aulus-les-Bains en Ariège tirent leur renommée de trois sources naturelles des environs qui portent les noms de trois grottes artificielles érigées en 1871 pour en déguster les eaux : « Darmagnac », « Bacque » et « Trois-Césars ». En 1936 une quatrième source dite « Nouvelle » complète l'offre hydrominérale du village d'Aulus devenu en 1938 Aulus-les-Bains.
Exploité plus ou moins régulièrement de 1828 à la Seconde Guerre mondiale l'établissement thermal couserannais subit une éclipse jusqu'aux années 1980, avant de retrouver les agréments nécessaires auprès de la Sécurité sociale et le succès. Ce centre thermal pyrénéen, reconstruit en 1989, est désormais géré par la communauté de communes Couserans-Pyrénées.
Avec Ax-les-Thermes et Ussat-les-Bains, la station fait partie des trois seules villes thermales ariégeoises, alors que le département en comptait jadis huit.
En 2022, cette unique station thermale du Couserans, célèbre son bicentenaire par un nouveau slogan : « Nos Pyrénées vous font du bien ! » 

## Histoire
Les sources d'Aulus étaient peut-être déjà connues sous l'Empire romain. Des artéfacts datés du Ier siècle y auraient en effet été découverts en 1872 lors de travaux de captages effectués dans les éboulis recouvrant ce qui a été estimé être une ancienne fontaine gallo-romaine. Une controverse existe toutefois sur la réalité de ces trouvailles archéologiques et sur l'origine romaine du site.
Le lieu serait ensuite tombé dans l'oubli au Ve siècle avant d'être redécouvert à la fin du XVIIIe siècle ou au tout début du XIXe siècle.

### Découverte
L'époque : Le contexte est alors celui de la fin du règne du podagre Louis XVIII (1755 - 1824) et ce gouvernement, sous la pression des ultras, prépare l'expédition d'Espagne. Pour tempérer leur ardeur contre-révolutionnaire, le duc de Richelieu président du Conseil des ministres fait déployer le long des Pyrénées des troupes chargées de protéger la France contre la prolifération du libéralisme venant d'Espagne et la contagion de la « fièvre jaune ». En septembre 1822, ce « cordon sanitaire » devient un corps d'observation, puis se transforme très vite en une expédition militaire.
L'origine : La date de la redécouverte des sources et le nom du découvreur sont l'objet de plusieurs interprétations.
Selon certains, un ancien infirmier de l'armée (puis médecin du village) Jean Lacrampe aurait été le premier à constater l'efficacité de l'eau d'une des sources à la fin du XVIIIe siècle ou au tout début du XIXe siècle,.
Selon d'autres, c'est le lieutenant Jean-Paul Darmagnac qui, en septembre 1822 selon le conseil d'une villageoise surnommée « Ma Bouno » (ou de Lacrampe) aurait fait creuser la source pour s'y baigner afin de soigner sa syphilis et s'en serait trouvé bien. Le militaire commandait un détachement du 4e régiment d'infanterie de ligne chargé de surveiller la frontière avec l'Espagne. L'officier fut probablement de retour en 1823 à Aulus pour y poursuivre son traitement et ainsi effectuer la première cure dans le village.

### Développement

#### Investissement locaux 1822 - 1880
Une première « baraque thermale » en planches et toit de chaume est construite en 1824 par un M. Souquet aîné pour son usage personnel, bientôt rejoint par des malades et des curieux des localités voisines.
Le premier établissement thermal, nommé « source Darmagnac », voit le jour en 1828. La construction constituée d'une chaudière, d'une fontaine et de cinq baignoires dans cinq cabines dans un local en maçonnerie à toit d'ardoises perdure jusqu'en 1848.

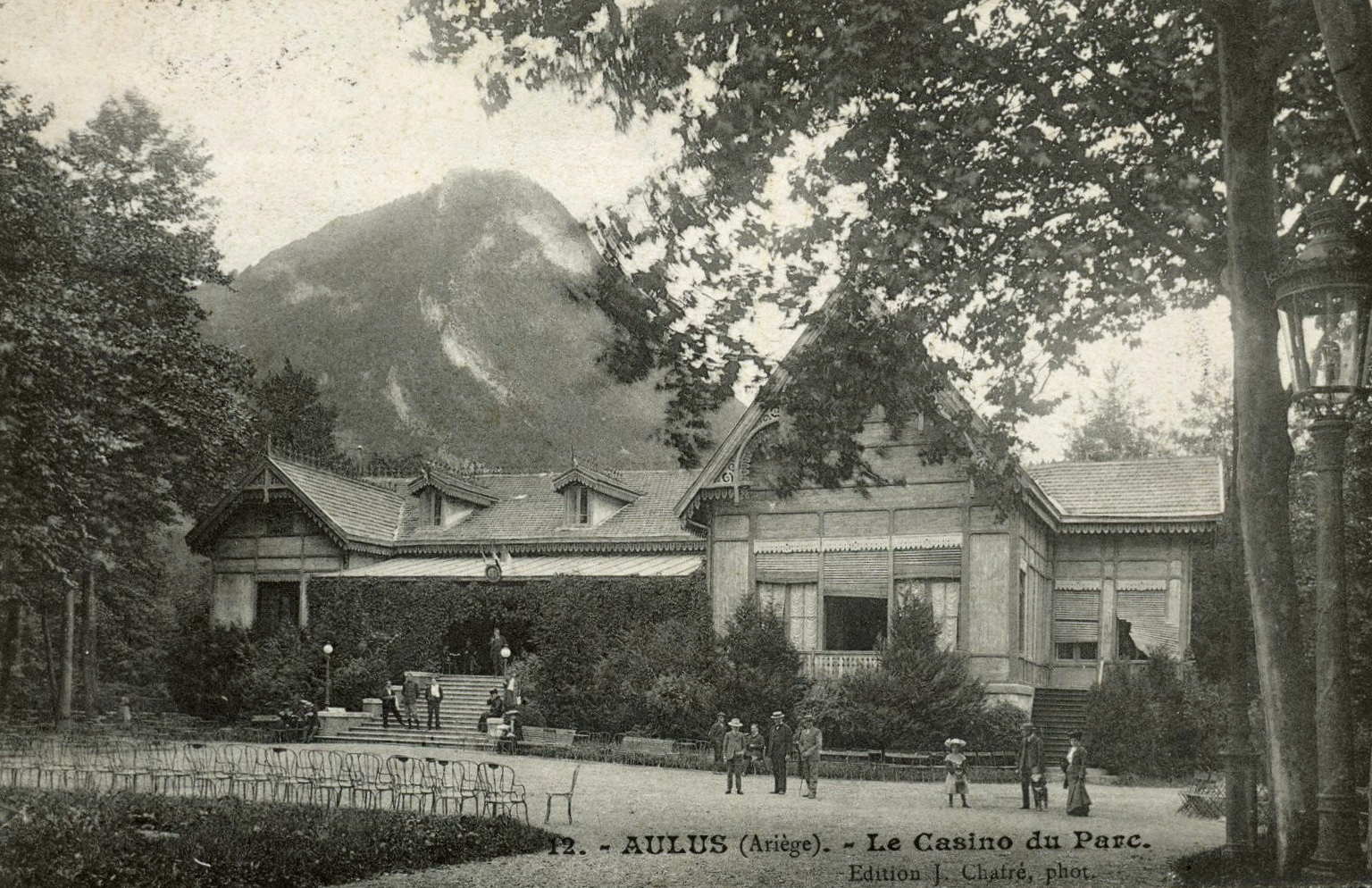
Aulus, le casino du parc. Carte postale éditée de 1904 à 1920.

Jacques Bordes-Pages, médecin à Seix, s'implique dans le projet dès 1849. L'établissement et ses environs sont recommandés par des personnalités; Vincent Chaussenque un pyrénéiste, le préfet de l'Ariège Guillaume Philippe Rébut de la Rhoëllerie qui présente un rapport concernant l'efficacité des eaux d'Aulus devant le Conseil Général ;  des scientifiques, médecins, chirurgiens, etc. leur prédisent un grand avenir.
Il faudra néanmoins de nombreuses analyses scientifiques jusqu'en 1854 pour que les bienfaits des eaux soient reconnus. C'est à la suite de la parution d'une brochure publiée par le Dr Jacques Bordes-Pagès que date la réputation d'Aulus ignorée jusque-là des médecins.
En 1849, l'abbé Jean-Baptiste Bacque Catala, propriétaire d'une des sources, décide de fonder un second établissement thermal plus petit et aux tarifs plus abordables aux pauvres. L'édifice et les terrains seront revendus quelque temps plus tard.
Le succès aidant, les infrastructures du village s'étoffent. Les constructions de l'Hôtel de France, de l'Hôtel de Paris et de l'Hôtel Jean de Massat en 1851, puis des hôtels Georges, d'Angleterre, du Midi, le Grand Hôtel et l'Hôtel du Parc, s'échelonneront des années 1850 aux années 1890.
En 1860, la route entre Ercé et Aulus est enfin construite, c'est l'actuelle D32.

#### Investissements par les sociétés 1880 - 1890
Des services se créent ; cafés, casinos, photographe, ligne de télégraphe, usine à gaz pour l'éclairage et pont de pierre sur le Garbet. Des maisons particulières sont érigées (villa Peyrevidal, villa Nègre) et l'établissement thermal s'agrandit.
La clientèle change. Aux notables locaux s'ajoute le tout-Paris mondain et politique : le général Boulanger, des comtes et des comtesses, des barons, marquis et marquises, et même la « princesse Bonaparte » (peintre et sculptrice reconnue) en 1882 ou la baronne Nathaniel de Rothschild (aquarelliste, graveuse et musicienne) en 1885. Pour se distraire, les curistes peuvent applaudir la comédie-vaudeville Un parisien à Aulus proposée par Adolphe d'Assier en 1881.
Les problèmes aussi se succèdent : débuts d'incendies au Grand Casino du Parc et à l'usine à gaz, crue du Garbet en 1875, dissolution de la Société générale des eaux d'Aulus et mise en vente de l'établissement thermal en 1885, destitution du maire par décret présidentiel...
La société nouvelle Aulusienne succède à la Société générale des eaux d'Aulus, dissoute en 1884. La source Lacoste, la société Lombard-Chabaud et Cie (ensuite Chabaud-Campredon et Cie), puis de nouveau la Société générale des eaux d'Aulus changent de mains ou s'échangent la gestion des sources.

### L'âge d'or 1890 - 1914
De nouveaux travaux viennent améliorer l'offre proposée aux adeptes du thermalisme ; salles de douche pour hommes et pour dames, sauna, « baignoires munies d'appareils pour irrigations vaginales », cabines pour bains de siège, augmentation du débit et de la pression des eaux. C'est le Dr Bordes-Pagès qui occupe le poste de médecin de l'établissement thermal.
Deux nouveaux journaux sont désormais publiés dans la station pendant la saison thermale ; Le Progrès d'Aulus et Aulus Mondain s'ajoutent à Aulus Thermal du Dr Alriq. Une centrale électrique, des restaurants, un nouveau réseau d'eau complètent les infrastructures.
De plus, les distractions ne manquent pas; courses vélocipédiques (pour bicyclettes et tricycles), courses pédestres, kiosque à musique, représentations théâtrales, lâchers de montgolfières, randonnées en montagne, ...
En 1908 débutent les travaux de la ligne de tramway de Aulus à Oust via Ercé, qui sera mise en service en mai 1914, mais dont le service s'arrête dès 1915. En 1918, ses rails sont réquisitionnés pour les besoins du front. Reprise en 1922, l'exploitation cessa définitivement en 1933. Cette ligne faisait partie de la Société des tramways électriques de l'Ariège. Sa particularité était qu'elle était isolée de toute ligne de chemin de fer. La correspondance avec la ligne Saint Girons - Salau aurait nécessité de parcourir quelques hectomètres dans le village de Oust: elle n'a cependant jamais reçu de rails.
En 1912, un Aulusien, Louis Fabron investit dans trois autocars Berliet, deux landaulets et un camion-automobile pour assurer de façon régulière (ce qui n'était pas le cas du tramway souvent immobilisé) le transport des passagers, des bagages et de la messagerie.

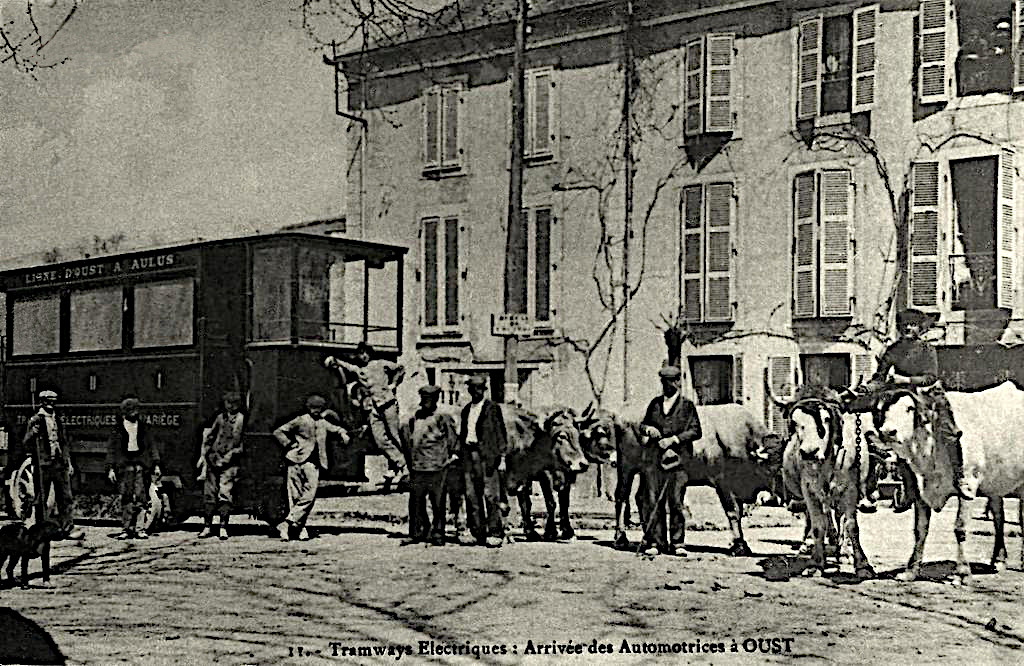
Tramways électriques : Arrivée des automotrices à Oust.

### Déclin 1914 - 1977
L'âge d'or se termine à la mobilisation générale qui commence le 2 août 1914. Le lendemain commence la Première guerre mondiale. Ensuite, malgré la réouverture de la ligne de tramway en 1922, l'activité stagne et l'établissement thermal est mis en vente. Le Casino est à louer, des hôtels ferment. Devenue inutile en 1933, la gare est donnée à la commune. En 1938, par décret présidentiel, Aulus devient Aulus-les-Bains. Le 11 novembre 1942, la Zone libre est envahie par les Allemands et les Italiens, au cours de l'opération Anton.
En 1947, l'établissement thermal est incendié et la commune tente d'acheter ce qu'il en reste. En 1956, le Dr Faure (père du président du Conseil des Ministres Edgar Faure), dernier médecin thermal, prend sa retraite. Des hôtels sont vendus, entiers ou transformés en appartements meublés ou en colonies de vacances. Le Casino du parc ferme en 1962. Le village compte alors encore 11 hôtels et 18 maisons meublées, ainsi que 742 habitants.

### Renaissance
En 1979, la commune relance un projet de réouverture des thermes. En 1984, l'autorisation d'exploiter les 4 sources comme eau minérale naturelle et de déplacer l'emplacement des buvettes est demandée auprès de l'Académie nationale de médecine. La société savante refuse d'abord en janvier, puis accepte en novembre .
Les travaux du bâtiment thermal s'achèvent en 1989, et en 1992 la « Résidence des Trois Césars » pour l'hébergement des curistes et de leurs familles est ouverte. Diverses sociétés privées auront la gérance de l'établissement jusqu'en 2008. En 1998, il y a 384 curistes.
En 2009, la gestion est reprise par la Communauté de communes du canton d'Oust, qui devient en 2017 la Communauté de Communes Couserans Pyrénées.
L'établissement thermal, qui recevait environ 400 curistes dans les années 2010, en recevait en moyenne 700 avant la pandémie de Covid-19.

## Description
Le centre thermal est situé au sud du Garbet à l'entrée du centre ville d'Aulus. On y accède depuis le rond point de la D32, en empruntant le pont sur la rivière (D8F vers le col de Latrape) et enfin en tournant à droite juste à la sortie de ce pont.
Le centre est constitué principalement de 2 bâtiments; celui qui abrite les équipements de balnéothérapie (ou « pavillon de la buvette ») ainsi que les services administratifs et celui réservé à l'hébergement des curistes appelé « Résidence des Trois Césars ». Les deux espaces sont reliés par une passerelle. L'hébergement consiste en 31 appartements pour 2 à 8 personnes avec kitchenette équipée.
L'ensemble thermal emploie de 16 à 18 personnes qui assurent les soins, les services et activités de loisir annexes, ainsi que l'entretien du centre.

## Indications thérapeutiques
Une importante littérature - plus ou moins scientifique - dresse dès l'origine, les bienfaits apportés par les eaux de la station et les maladies qu'elles étaient supposer permettre de traiter (syphilis, dyspepsies, arthritisme, etc.). Au fil du temps leurs vertus thérapeutiques mieux analysées se concentreront sur le traitement des maladies métaboliques (obésité, diabète, hypertension, cholestérol) et des maladies de l’appareil urinaire (infections, calculs rénaux, lithiases…),.

« Une « réclame » de 1914 - comme on disait à l'époque - rappelle qu'il est possible d'effectuer une cure à domicile. Il s'agit de boire le matin à jeun de deux à quatre verres d’eau pure et légèrement chauffée au bain-marie, aux repas, mélangée avec le vin. L'eau est disponible en caisses de 25 ou 50 bouteilles (contenance non précisée) au prix respectif de 12,50 et 25 Francs (emballage compris). »

Les eaux d’Aulus-les-Bains sont désormais reconnues comme particulièrement efficaces dans le traitement de l’hypercholestérolémie en diminuant le cholestérol total et en augmentant le bon cholestérol. Ce sont des eaux sulfatées, calciques et magnésiennes, d'une température comprise entre 12° et 16° avec une minéralisation moyenne (2 g de résidu sec/litre).
- La source Darmagnac (du nom du premier curiste) est dépurative, diurétique, tonique, hypotensive. Souvent orthographié d'Armagnac ou Armagnac dans la littérature.
- La source Bacque (nommée ainsi en l'honneur de l'abbé son propriétaire) est préconisée pour les affections des voies excrétrices du foie et des reins.
- La source Trois Césars (du nom des médailles d'empereurs romains soi-disant trouvées sur le site) est laxative et tonique.
- La source Nouvelle est très proche de la source Darmagnac, mais légèrement plus calcique.
- D'autres captages auront des vies plus ou moins éphémères : sources Calvet, Laporte, Lacoste

Outre les installations de balnéothérapie (baignoires, douches, table de massage, piscine) les curistes ont également accès à diverses activités (aquagym, aquabiking, randonnée, yoga, ...).
Dans la boutique, curistes et touristes peuvent profiter des produits cosmétiques d’Aulus-les-Bains, réalisés avec l’eau thermale Darmagnac et des plantes issues de l’agriculture biologique de l'Occitanie.
Les cures durent 3 semaines pendant lesquelles les curistes alternent divers soins de balnéothérapie et d'hydrothérapie (bains bouillonnants ou à jets pulsés, douches, massages sous eau, applications de cataplasmes de boue, ...), des visites médicales hebdomadaires et l'utilisation des équipements de détente (jacuzzi, piscine, hammam, ...), sans omettre d'absorber les eaux de sources en quantité et qualité prescrites par le médecin. Toutes les activités aquatiques consomment beaucoup d'eau; près de  6 500 m3 chaque saison.
Des démarches sont en cours pour obtenir les autorisations nécessaires afin que, s'ajoutant aux indications thérapeutiques actuelles, l'établissement soit également reconnu pour les patients atteint de pathologies rhumatismales.

## Galerie

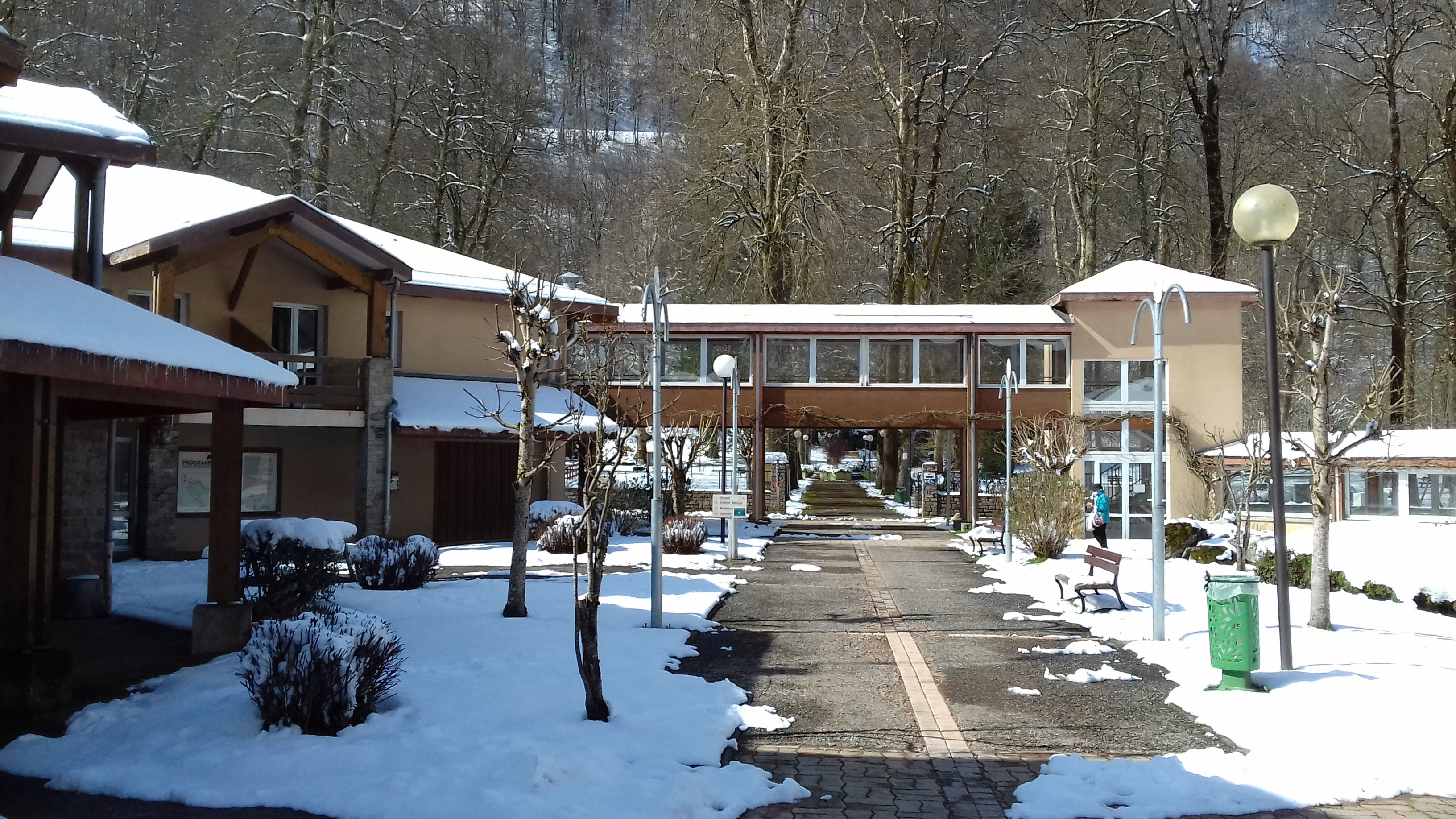
Espace résidentiel pour les curistes.
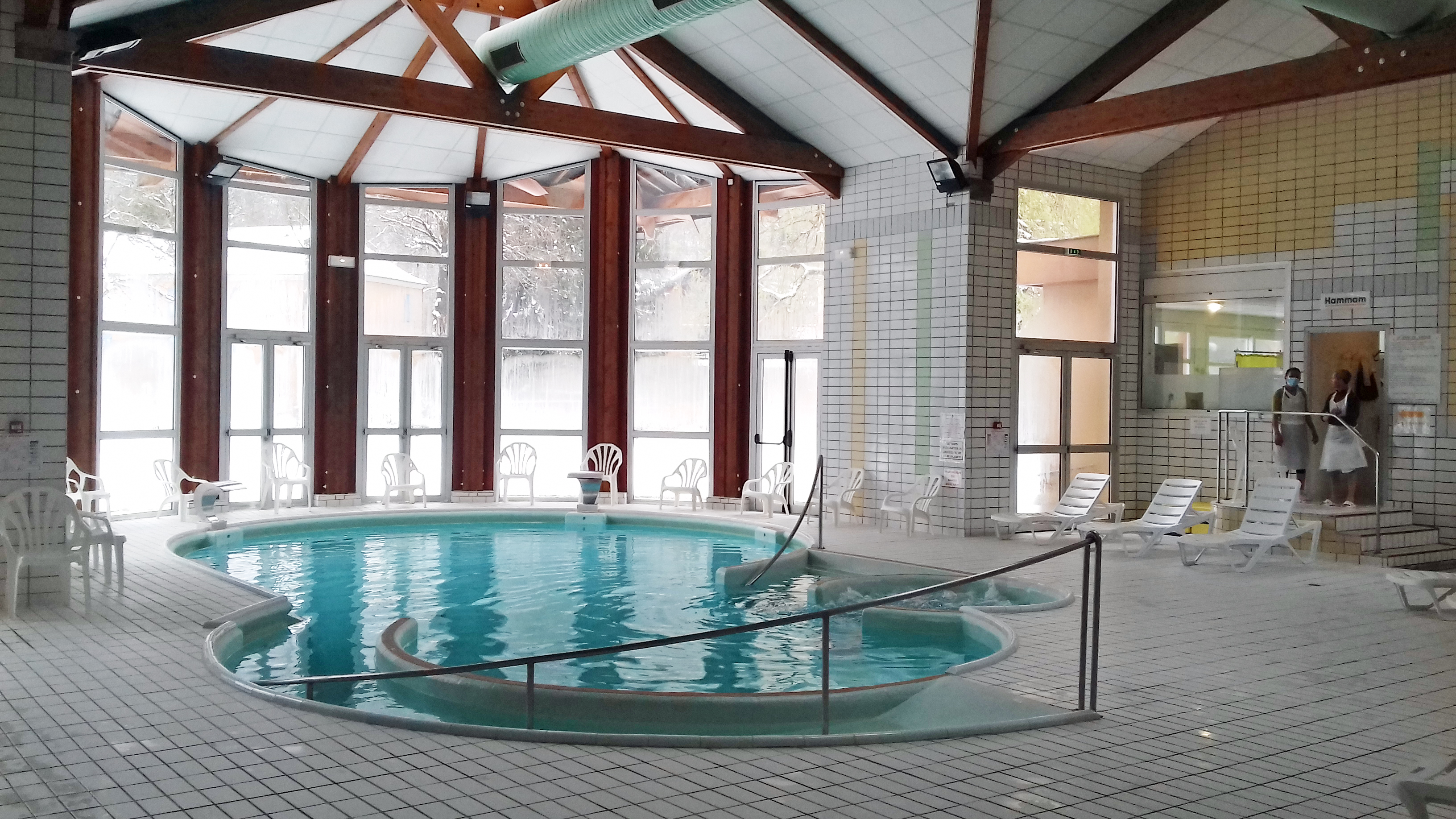
L'espace "aqua-détente", le sauna et le hammam.
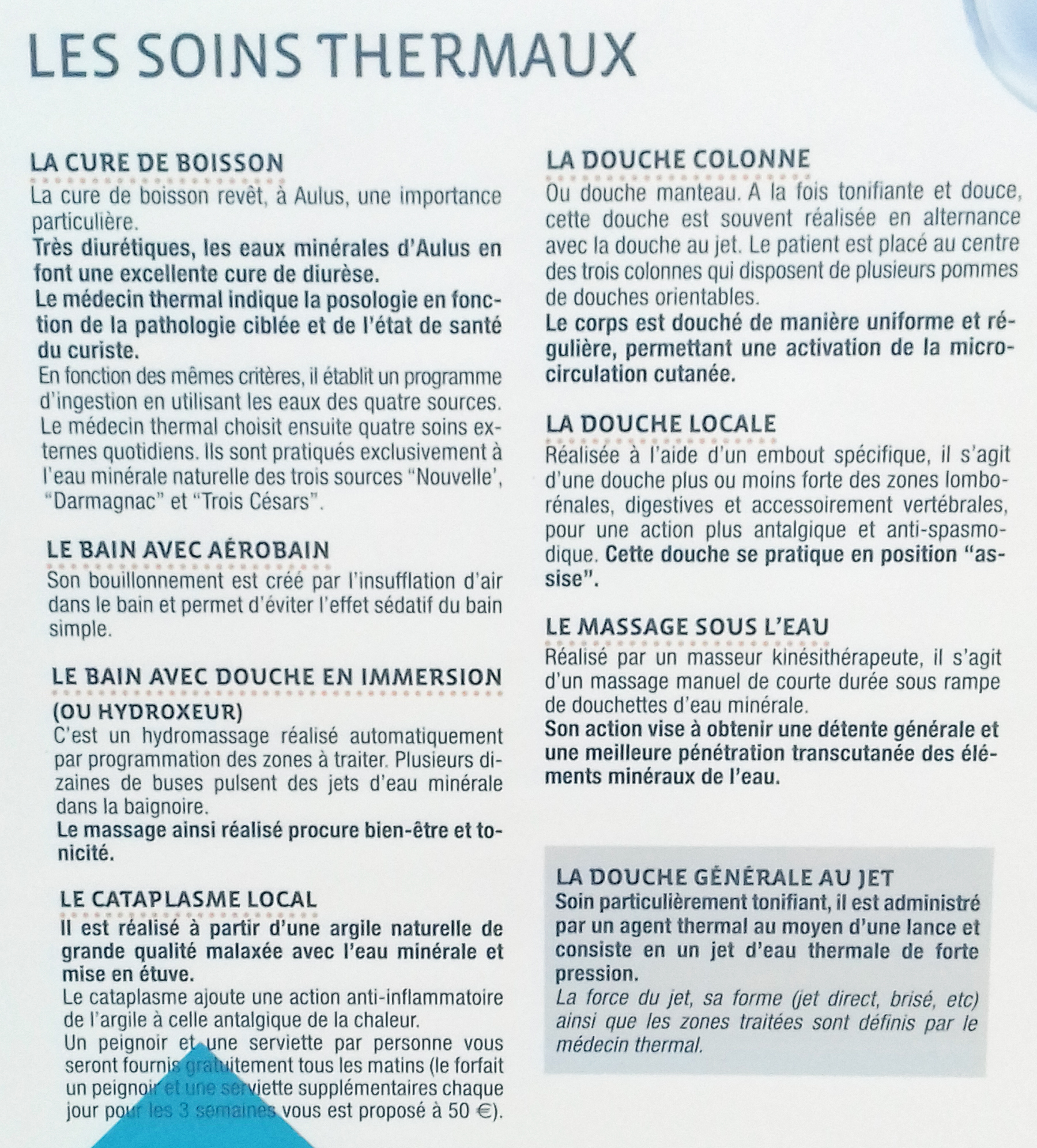
Détail des soins thermaux.
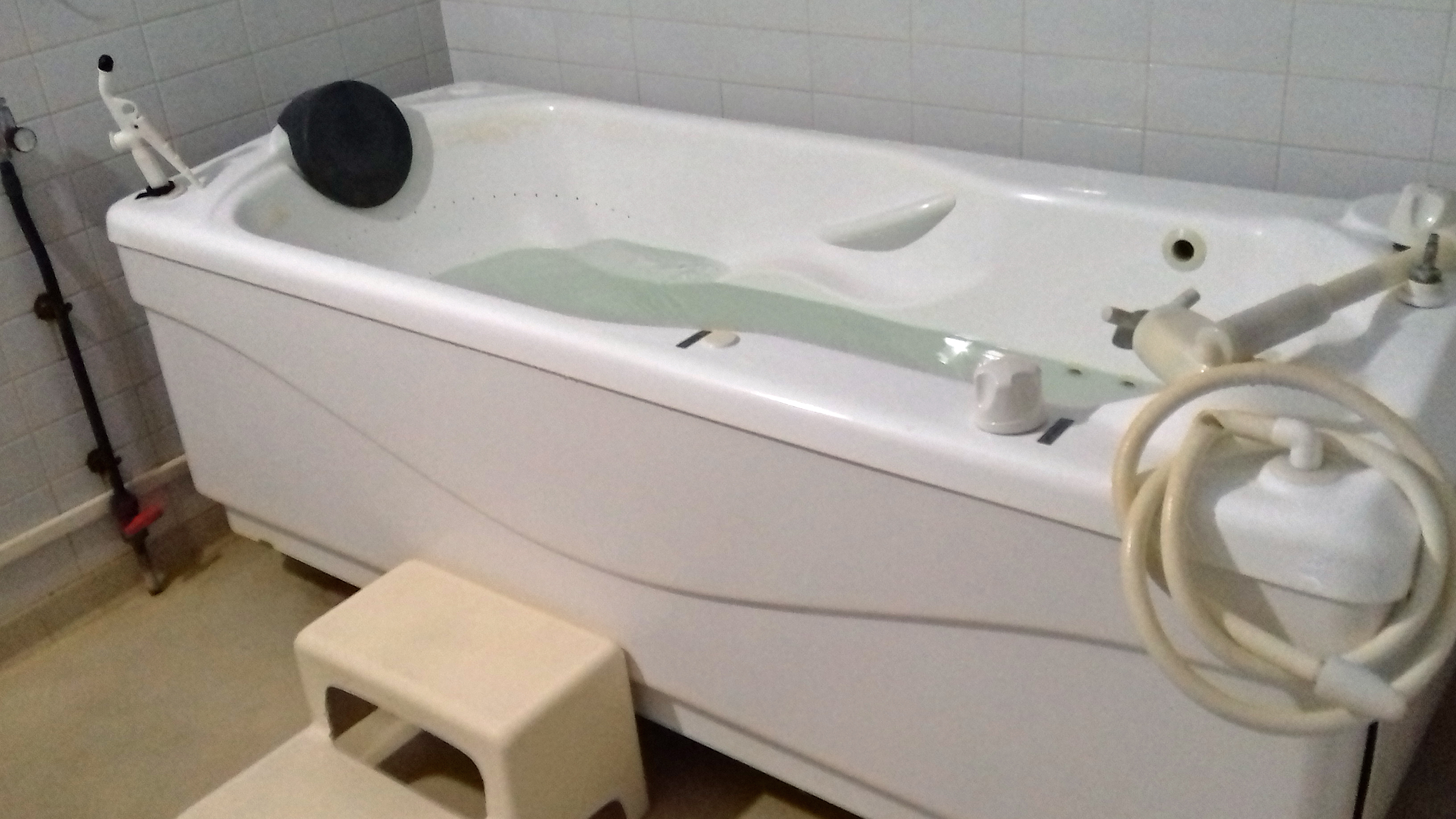
Baignoire à bulles ou à jets pulsés.